# 萨姆斯·艾仁
薩姆斯‧亞蘭（又译作）是一个由任天堂在科幻动作冒险系列游戏银河战士系列中创建的一个虚构人物。她最初的登场是在1986年的《银河战士》。
薩姆斯‧亞蘭原本是一个银河联邦的战士，之后成为一个在银河系中的赏金猎人。她通常穿着具有定向能量武器和导弹的动力服。
《超级银河战士》的用户指引中描述到，萨姆斯是一个体育类型女子，身高1.91米，重90公斤。通常见到她穿着能量服饰。
萨姆斯在银河战士系列的所有作品中都曾出场。有时也出现在系列外的作品，比如任天堂明星大亂鬥系列。

## 出场

### 其他出场

《任天堂明星大亂鬥 特別版》中零裝甲模式的薩姆斯·艾仁

萨姆斯也是多人格斗游戏《任天堂明星大亂鬥》系列中的可玩角色，从该系列第一作起萨姆斯就一直作为可用角色。在游戏中，她可以使用自己的武器来对抗其他任天堂系列的角色。在《任天堂明星大亂鬥X》，《任天堂明星大乱斗3DS/Wii U》和《任天堂明星大亂鬥 特別版》中，玩家还可以使用萨姆斯的另一种形态「零装甲萨姆斯」：在此形态下她身着蓝色零装甲而非加强服，这为她提供了截然不同的动作，攻击方式，甚至是单独的最终绝招。

## 参看
- 萨姆斯